# Publi Rutili Llop (cònsol)
Publi Rutili Llop (llatí: Publius Rutilius L. f. L. n. Lupus) va ser un magistrat romà. Formava part de la gens Rutília, una família romana d'origen plebeu.
Va ser cònsol junt amb Luci Juli Cèsar l'any 90 aC, quan va esclatar la guerra social. Cèsar es va enfrontar amb els samnites i Llop amb els marsis. Va escollir com a llegat al seu parent Màrius, però no va voler escoltar el seu consell d'entrenar una mica als soldats abans d'arriscar-los a una batalla. L'enemic havia pres posicions a la vora del riu Liris sota comandament de Veti Escató i Llop va dividir el seu exèrcit en dos cossos, un dirigit per ell mateix i un altre per Màrius i va posar dos ponts al riu sense trobar resistència. Escató primer estava enfront de Màrius però de nit es va col·locar davant de Llop i quan aquest va creuar va caure en una emboscada i va perdre vuit mil homes (11 de juny). Rutili Llop va morir poc després de les ferides rebudes. No es va poder elegir un cònsol successor, ja que el seu col·lega no va poder anar a Roma per dirigir els comicis.